# Fluorescent Grey EP
Fluorescent Grey é um EP que acompanha o álbum para Cryptograms, o segundo álbum de estúdio da banda Deerhunter. O álbum foi lançado em CD em 8 de maio de 2007 pela Kranky Records.

## Faixas
Todas as músicas escritas por  Bradford Cox.
1. "Fluorescent Grey" – 5:02
2. "Dr. Glass" – 3:14
3. "Like New" – 2:13
4. "Wash Off" – 5:46

## Créditos
- Bradford Cox – guitarra, vocal, baixo, gongo, tapes, piano.
- Moses Archuleta – bateria, percussão.
- Joshua Fauver – baixo.
- Colin Mee – guitarra, tapes, percussão.
- Lockett Pundt – guitarra.
- Nicolas Vernhes – mixagem.
- Jennifer Munson – masterização.